# Rudolf Giersch
Rudolf Giersch (* 14. Juli 1939; † Oktober 2016) war ein deutscher Fußballspieler.

## Werdegang
Der Abwehrspieler Rudolf Giersch stammt aus Schlesien und startete seine Karriere im Jahre 1951 in der Jugend von Arminia Bielefeld. Sieben Jahre später rückte er in den Kader der ersten Mannschaft auf. Mit den Bielefeldern wurde Giersch 1962 Westfalenmeister und stieg in die II. Division West auf. Ein Jahr später schaffte er mit der Arminia die Qualifikation für die neu geschaffene Regionalliga West. Zu dieser Zeit war Rudolf Giersch Mannschaftskapitän der Bielefelder.
Während der Regionalligasaison 1963/64 gelang ihm beim 4:3-Sieg bei Schwarz-Weiß Essen drei Kopfballtore und wurde daraufhin als „Held vom Uhlenkrug“ gefeiert. Schon in der darauffolgenden Saison verlor er seinen Stammplatz und verließ 1966 nach 51 Regionalligaspielen, in denen ihm sieben Tore gelangen, die Arminia. Er spielte noch für den SVA Gütersloh, den 1. FC Paderborn und den Delbrücker SC, bevor er als Spielertrainer die Amateurmannschaft von Arminia Bielefeld übernahm und bis 1981 aktiv war.
Auch nach dem Ende seiner Karriere blieb er Arminia Bielefeld verbunden und arbeitete als Chef des Ordnungsdiensts, als Fanbeauftragter sowie als Betreuer der Profimannschaft. Er war verheiratet und hatte zwei Töchter. Er verstarb im Oktober 2016 nach langer Krankheit.